# Microphthalmus nahantensis
Microphthalmus nahantensis är en ringmaskart som beskrevs av Westheide och Rieger 1987. Microphthalmus nahantensis ingår i släktet Microphthalmus och familjen Hesionidae. Inga underarter finns listade i Catalogue of Life.